# Cancrinia krasnoborovii
Cancrinia krasnoborovii là một loài thực vật có hoa trong họ Cúc. Loài này được Khanm. mô tả khoa học đầu tiên năm 1983.